# Liouvilles sats
Liouvilles sats är en sats i den komplexa analysen som säger att om en funktion är holomorf i hela komplexa talplanet ℂ (hel) och begränsad i samma område, är funktionen konstant.
Liouvilles sats är en tillämpning på Cauchys integralsats kombinerat med någon ganska enkel uppskattning. Trots det har satsen oväntade tillämpningar.
Man kan använda den för att ge ett kort och elegant bevis av algebrans fundamentalsats så här: tag ett icke-konstant polynom med komplexa koefficienter p(z). Eftersom det är icke-konstant har polynomet deg ≧ 1. Antag vidare att polynomet helt saknar nollställen. Polynom är överallt holomorfa. Och eftersom polynomet antas sakna nollställen är även 1/p(z) överallt holomorf. Notera att |p(z)| → ∞ om |z| → ∞. Låt nu |z| → ∞. Då kommer |1/p(z)| → 0 enligt förra raden. Vi har alltså en funktion 1/p(z) som är dels holomorf i hela talplanet, dels begränsad. Då vet vi via Liouvilles sats att funktionen 1/p(z) är konstant. Det ger att även p(z) är konstant. Det betyder att p(z), vårt icke-konstanta polynom som helt saknade nollställen, ändå visade sig bli konstant. Det är en motsägelse. Motsägelsen inträffade för vi antog p(z) inte hade något nollställe. Vi drar därför slutsatsen att p(z) måste ha minst ett nollställe. Det bevisar satsen.

## Bevis
Vi har att f ∈ ℂ och |f| < K där K ∈ ℝ. Med Cauchys uppskattning har vi då :
{\displaystyle \forall \epsilon >0\exists r>N,N\in \mathbb {N} \ {\mbox{ så att }}\ |f^{\prime }(z_{0})|\leq {\frac {1}{r}}\max _{|w-z_{0}|=r}|f(w)|\leq {\frac {K}{r}}<\epsilon }
det vill säga f’(z₀)=0 för alla z₀ ∈ ℂ, alltså är f konstant.
Det sista påståendet att f är konstant för att dess derivata är 0 är inte lika självklart som i det reella fallet, dock gäller det även för komplexa talplanet.